# 柳原町 (栃木市)
柳原町（やなぎわらまち）は、栃木県栃木市の町名。郵便番号は328-0001。
　

## 地理
栃木市の東部、国府地区の北部に位置し、東は下都賀郡壬生町と接している。北部を東西に栃木街道（旧・栃木県道2号宇都宮栃木線）が通過し、中部を南北に思川が流れる。
隣接する地名
- 東 - 下都賀郡壬生町壬生乙
- 西 - 惣社町
- 南 - 惣社町
- 北 - 大塚町

河川
- 思川

## 歴史
沿革
- 1889年（明治22年）4月1日 - 町村制施行により、栃木県下都賀郡柳原新田が惣社村、大光寺村、田村、寄居村、国府村、大塚村と合併し国府村が成立、国府村柳原となる。
- 1957年（昭和32年）3月31日 - 国府村が栃木市に編入され、栃木市柳原町となる。

## 世帯数と人口
2017年（平成29年）8月31日現在の世帯数と人口は以下の通りである。
| 町丁   | 世帯数 | 人口 |
| ------ | ------ | ---- |
| 柳原町 | 39世帯 | 92人 |

## 施設
寺社
- 櫻木神社

その他
- 保橋

## 交通

### 道路
市道
- 栃木街道（旧・栃木県道2号宇都宮栃木線）

## 小・中学校の学区
市立小・中学校に通う場合、学区は以下の通りとなる。
| 番地 | 小学校               | 中学校             |
| ---- | -------------------- | ------------------ |
| 全域 | 栃木市立国府北小学校 | 栃木市立東陽中学校 |